# 1940 au Canada
Pour un article plus général, voir Chronologie du Canada.
Cet article traite des événements qui se sont produits durant l'année 1940 au Canada.

## Événements

### Seconde Guerre mondiale
- 26 février : arrivée en Angleterre du premier corps d’aviateurs canadiens (429 hommes).
- Mai : L'armée canadienne participe à l'occupation de l'Islande. Un contingent sera en place jusqu'à la fin de la guerre.
- Été-automne : Des pilotes canadiens combattent lors de la Bataille d'Angleterre.

### Politique
- 21 mars : élection générale albertaine. William Aberhart (crédit social) est réélu premier ministre de l'Alberta.

- 26 mars : élection fédérale. William Lyon Mackenzie King (libéral) est reporté au pouvoir.

- 25 avril : le Québec accorde le droit de vote aux femmes.

- 21 juin : introduction de la conscription, uniquement pour la défense du territoire canadien.

- 26 juin : le premier ministre Mackenzie King déclare : « Le gouvernement que je dirige ne présentera pas de mesure de conscription des Canadiens pour le service outre-mer ».

- 5 août : Camillien Houde, maire et député de Montréal, est arrêté pour s’être opposé publiquement à la conscription. Il est interné sans procès pendant quatre ans.

- 17 août : Accord d'Ogdensburg, pacte défensif entre le Canada et les États-Unis.

### Justice
- Adrien Arcand est arrêté et incarcéré pour le temps de la guerre à cause de ses positions pro fascistes.

### Sport
- Fin de la Saison 1939-1940 de la LNH.
- Début de la Saison 1940-1941 de la LNH.

### Économie
- Alexis Nihon fonde la manufacture de verre Compagnie industrielle du verre limitée près de Montréal.

### Science
- George Volkoff prédit l'existence des étoiles à neutrons.
- Wilbur R. Franks invente un costume anti gravité pour les pilotes d'avion.

### Culture
- Prix du Gouverneur général 1940.

#### Radio
- 11 décembre : feuilleton Jeunesse dorée.

### Religion
- 31 août : Joseph Charbonneau devient archevêque de Montréal.
- Alexandre Vachon devient archevêque d'Ottawa.
- Après avoir été fondé aux États-Unis, le pasteur George Little de Toronto contribue à instaurer les premières réunion d'Alcooliques anonymes sur le territoire canadien à Toronto[1].

## Naissances
- 22 mars : Dave Keon, joueur de hockey sur glace.
- 8 mai : Irwin Cotler, homme politique fédéral provenant du Québec.
- 10 mai : Peter Michael Liba (en), lieutenant-gouverneur du Manitoba.
- 20 mai : Otto Jelinek, patineur artistique et politicien.
- 14 juin : Mark Assad, homme politique québécois.
- 4 juillet : Marjory LeBreton, sénatrice.
- 11 juillet : Yvon Charbonneau, syndicaliste et homme politique québécois.
- 22 juillet : Alex Trebek, comédien, producteur et animateur.
- 20 septembre : Doug Young, homme politique fédéral provenant du Nouveau-Brunswick.
- 30 septembre : Harry Jerome, athlète.
- 1er octobre : Marc Savoy, chanteur, fabricant d'accordéons.
- 29 octobre : Galen Weston, homme d'affaires.
- 29 novembre : Denny Doherty, acteur et compositeur.
- 30 novembre : Pierre Foglia, journaliste canadien († 29 juillet 2025).

## Décès
- 11 février : John Buchan, Gouverneur général.
- 3 mars : Joseph Ovide Brouillard, homme politique fédéral provenant du Québec.
- 26 mars : Richard Squires, premier ministre de Terre-Neuve.
- 2 mai : James Bowman, politicien ontarien.
- 22 mai : Joseph-Guillaume-Laurent Forbes, archevêque d'Ottawa.
- 1er juin : Arthur Goss, premier photographe officiel de la ville de Toronto.
- 2 septembre : Maude Abbott, médecine et féministe.
- 7 septembre : Laura Bond, femme de Robert Borden.
- 5 décembre : Wilfred Lucas, acteur.